# G! Festival
G! Festival (kaldet G!) er Færøernes næststørste, udendørs musikfestival. Den er vokset til at blive en stor succes. Den største festival er Summarfestivalurin, der afholdes i Klaksvig. 
G! Festivalen er blevet arrangeret tre dage sidst i juli måned hvert år siden 2002 i Syðrugøta, der ligger i kommunen Gøta. Festivalen har både færøske og internationale bands og artister. 
Omkring 1000 mennesker besøgte festivalen i 2002, i 2003 var tallet vokset til 2500, og i 2004 kom der 4000 – svarende til næsten 10% af den færøske befolkning. I 2005 blev alle 6000 billetter solgt. Noget af det mest spektakulære var, at mellem 2000-4000 personer kiggede på festivalen fra både ude i havet eller fra de høje bakker omkring bygden. I 2006 regnede man med, at 20% af befolkningen var i nærheden af festivalen, mens den blev afholdt. 

## Nogle årstal

### 2002
I 2003 spillede bl.a. disse kunstnere Spælimenn(FO),  Enekk (FO),  Clickhaze (FO), MC-Hár (FO).

### 2003
I 2003 spillede disse kunstnere Bomfunk MC's (FI), Úlpa (ÍS), Xploding Plastix (NO), Glorybox (DK), Clickhaze (FO).

### 2004
I 2004 spillede disse kunstnere Kashmir (DK), Russ Taff (US)
, Temple of Sound (UK), Darude (FI), Gåte (NO).

### 2005
I 2005 spillede disse kunstnere Nephew (DK), Blue Foundation (DK), Beats and styles (FI), Glenn Kaiser (US), Hjálmar (ÍS), Afenginn (DK), Europe (SE), Eivør (FO), Teitur (FO).

### 2006
I 2006 spillede disse kunstnere Mugison (IS), Animal Alpha (NO), Beth Hart (US), Kaizers Orchestra (NO), Outlandish (DK), Infernal (DK), Eivør (FO), Teitur (FO).

### 2007
I 2007 spillede bl.a. disse kunstnere: Natasha Bedingfield (UK), Serena Maneesh (NO), The Dixie Hummingbirds (US), Nephew (DK), Hatesphere (DK), Polkaholix (DE), Eivør Pálsdóttir (FO), Teitur Lassen (FO), Boys In A Band (FO), Sic (FO), Budam (FO)

### 2009
I 2009 spillede bl.a. disse kunstnere: Spleen United (DK), Mr Flash (FR), Familjen (SE), Katzenjammer (NO), Nathan James (US), Veto (DK), The Haunted (SE) og Valravn (FO/DK)

### 2010
I 2010 spillede bl.a. disse kunstnere: Arch Enemy (SE), Moto Boy (SE), FM Belfast (IS), Eivør Pálsdóttir (FO), Nephew (DK), Lucy Love (DK), Týr (FO) og The Ghost (FO).

### 2011
I 2011 spillede bl.a. disse kunstnere: Travis (UK), The Tennessee Mafia Jug Band (US), Annemarie Zimakoff (DK), Mugison (IS), Petur Pólson (FO), Orka (FO), Andy Irvine (IRE), Guðrið Hansdóttir (FO), Fallulah (DK), Skálmöld (IS), Hamferð (FO), Guðrun & Bartal (FO), Blind Boys of Alabama (US), MOVITS! (SE), Meshuggah (SE), Týr (FO), Sic (band)(FO) og Nive Nielsen and the Deer Children (GR).

### 2012
I 2012 spillede bl.a. disse kunstnere: Hymns from Nineveh (DK), Kapten Röd (SE), Raske Penge (DK), Retro Stefson (IS), Hogni (FO), Eivør Pálsdóttir (FO), Amsterdam Klezmer Band (NL) 200 (FO), Teitur Lassen (FO), Rosa Lux (DK), Nanook (GL) Hamferð (FO) Guðrið Hansdóttir (FO), JPFT Soundsystem (DK), Benjamin (FO), Brynjolfur (FO), Gipsy Train (FO), Villu Veski (EE), Momentum (IS), SAKARIS (FO), Marius Ziska (FO), Frændur (FO), Knút (FO), Kaj Klein (FO), KGB (IS), Lív Næs (FO), Kiasmos (FO/IS) and more.

### 2013
I 2013 spillede bl.a. disse kunstnere: Nephew (DK), Karin Park (SE), Ásgeir Trausti (IS), Reptile Youth (DK), Alina Devecerski (SE) og mange flere.

### 2014
I 2014 spillede bl.a. disse kunstnere: Sister Sledge (US), Nabiha (DK), Malk de Koijn (DK), Moddi (NO), Råfven (SE), Týr (FO), Baby In Vain (DK), Kaleo (IS), Palov (GRE), DJ BUDA (DK), Alpha Steppa (UK), Lydmor (DK), Brynjolfur (FO), Mendoza (DK), Marius Ziska (FO),